# Capesterre-de-Marie-Galante
Pour les articles homonymes, voir Capesterre.
Ne doit pas être confondu avec Capesterre-Belle-Eau.
Capesterre-de-Marie-Galante ou Capesterre (prononcé [kapɛstɛʁ] ; en créole guadeloupéen : Kapestè Marigalant) est une commune française, située dans le département de la Guadeloupe sur l’île de Marie-Galante.

## Géographie

### Localisation

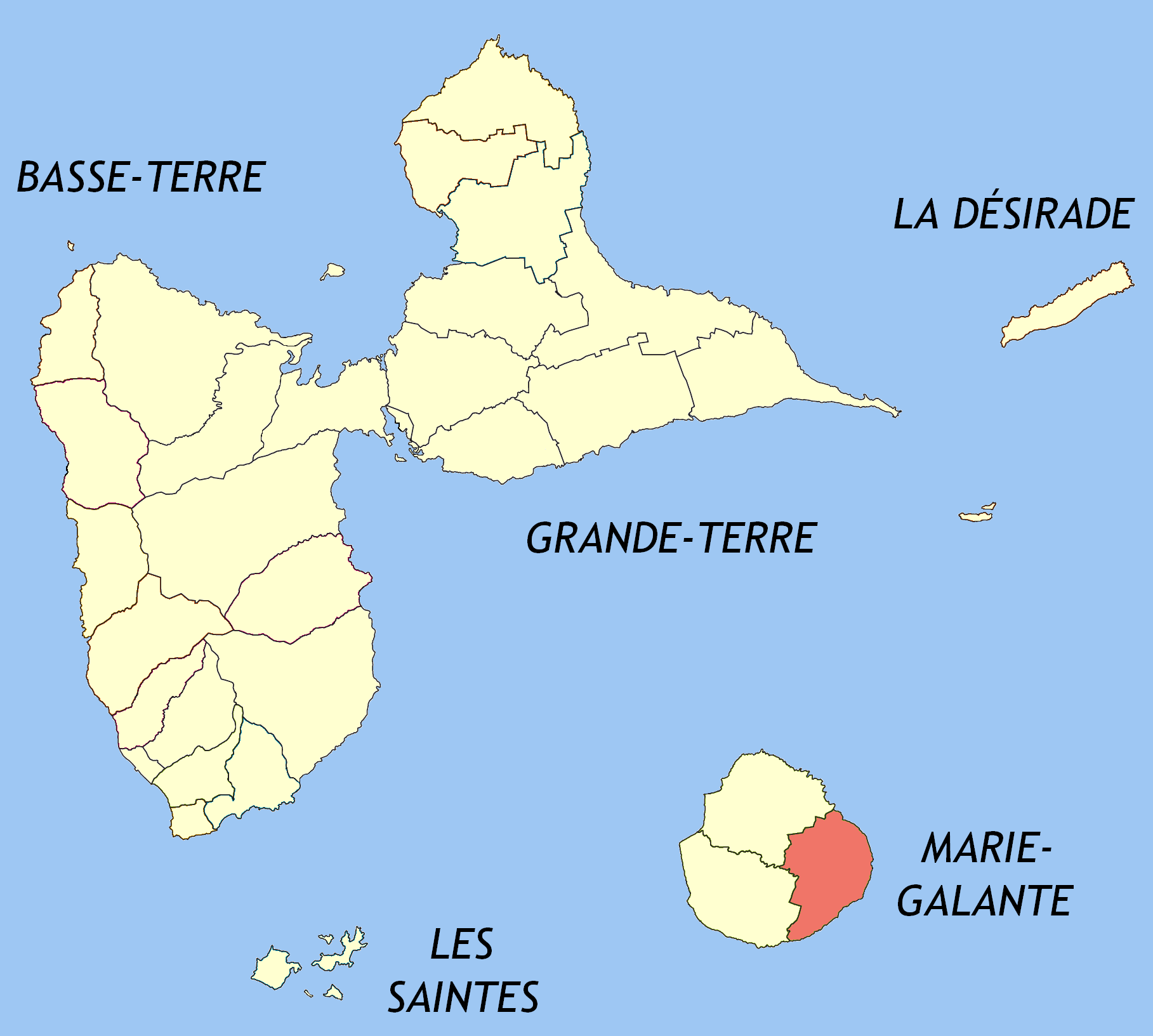
En rouge le territoire communal de Capesterre-de-Marie-Galante.

S'étendant sur 46,2 km2 de superficie totale, la commune de Capesterre est située au sud-est de l'île de Marie-Galante. La majeure partie de la commune est constituée d'un plateau vallonné, où la rivière de Saint-Louis prend sa source, qui bascule sur une plaine littorale avec d'importants dénivelés, les « mornes ». Le point culminant de l'île, le morne Constant (à 204 m) est accessible par le nord de la commune. Le port de Capesterre, et ses longues plages, sont protégés des vagues de l'Atlantique par les cayes, barrières coralliennes.

### Communes limitrophes
Les communes limitrophes sont  Grand-Bourg et Saint-Louis.
| Saint-Louis |                             |                  |
| Grand-Bourg | Capesterre-de-Marie-Galante | Océan Atlantique |
|             |                             |                  |

### Climat
Le climat est de type tropical.

## Urbanisme

### Typologie
Capesterre-de-Marie-Galante est une commune rurale, car elle fait partie des communes peu ou très peu denses, au sens de la grille communale de densité de l'Insee,,,.
La commune, bordée par l'océan Atlantique à l'est, est également une commune littorale au sens de la loi du 3 janvier 1986, dite loi littoral. Des dispositions spécifiques d’urbanisme s’y appliquent dès lors afin de préserver les espaces naturels, les sites, les paysages et l’équilibre écologique du littoral, par exemple le principe d'inconstructibilité, en dehors des espaces urbanisés, sur la bande littorale des 100 mètres, ou plus si le plan local d’urbanisme le prévoit,.

### Lieux-dits et hameaux
Les principaux lieux-dits de Capesterre-de-Marie-Galante sont : Beauséjour, Bézard, Bontemps-Rameau, Borée, Cadet, Calebassier, Desruisseaux, l'Étang-Noir, Dubois, Gai, Garel, Girard, Grand-Case, le Haut-du-Morne-des-Pères, Héloin, Jacquelot, Nesmond, le Salut, Pavillon, Pichery, Rabrun, Robert, Sainte-Croix, Tacy, Vidon et Vital.

## Toponymie
Le nom de la commune vient de « cabesterre », vocabulaire de marine en usage au XVIIe siècle qui désignait une terre exposée aux vents d'est.

## Histoire
En septembre 1928, l'ouragan Okeechobee frappe durement le bourg qui doit être reconstruit.

## Politique et administration

### Rattachements administratifs et électoraux
La commune appartient à l'arrondissement de Pointe-à-Pitre et au canton de Marie-Galante, créé lors du redécoupage cantonal de 2014. Avant cette date, elle était le chef-lieu du canton de Capesterre-de-Marie-Galante.
Pour l'élection des députés, Capesterre-de-Marie-Galante fait partie depuis 1988 de la première circonscription de la Guadeloupe.

### Intercommunalité
La commune de Capesterre-de-Marie-Galante fait partie depuis 1994 de la communauté de communes de Marie-Galante, dans laquelle elle est représentée par quatre conseillers.

### Politique de développement durable
La commune a engagé une politique de développement durable en lançant une démarche d'Agenda 21 en 2008.

## Population et société

### Démographie
L'évolution du nombre d'habitants est connue à travers les recensements de la population effectués dans la commune depuis 1961, premier recensement postérieur à la départementalisation de 1946. À partir de 2006, les populations de référence des communes sont publiées annuellement par l'Insee. Le recensement repose désormais sur une collecte d'information annuelle, concernant successivement tous les territoires communaux au cours d'une période de cinq ans. Pour les communes de moins de 10 000 habitants, une enquête de recensement portant sur toute la population est réalisée tous les cinq ans, les populations de référence des années intermédiaires étant quant à elles estimées par interpolation ou extrapolation. Pour la commune, le premier recensement exhaustif entrant dans le cadre du nouveau dispositif a été réalisé en 2006.

En 2022, la commune comptait 3 150 habitants, en évolution de −4,83 % par rapport à 2016 (Guadeloupe : −2,67 %, France hors Mayotte : +2,11 %).
| 1961  | 1967  | 1974  | 1982  | 1990  | 1999  | 2006  | 2011  | 2016  |
| ----- | ----- | ----- | ----- | ----- | ----- | ----- | ----- | ----- |
| 5 300 | 5 039 | 5 146 | 3 983 | 3 825 | 3 559 | 3 469 | 3 352 | 3 310 |

| 2021  | 2022  | - | - | - | - | - | - | - |
| ----- | ----- | - | - | - | - | - | - | - |
| 3 198 | 3 150 | - | - | - | - | - | - | - |

### Enseignement
Comme toutes les communes de l'archipel de la Guadeloupe, Capesterre-de-Marie-Galante est rattaché à l'Académie de la Guadeloupe. La ville possède sur son territoire une école maternelle (Les Coccinelles) et trois écoles primaires (Bourg, Diallo-Boecasse et Tacy). En ce qui concerne l'enseignement secondaire, la ville accueille le collège Nelson-Mandela tandis que le lycée le plus proche est le lycée professionnel Hyacinthe-Bastaraud à Grand-Bourg.

### Sports
Le stade municipal José-Bade de Capesterre accueille les entraînements et les matchs de deux clubs de football :
- Amical Club de Marie-Galante, devenu pour la première fois champion de la Guadeloupe lors de la saison 2018-2019[15]
- Jeunesse-Sportive de Capesterre

## Économie
La principale activité économique de la commune est liée à la culture de la canne à sucre pour la production sucrière et la distillation en rhum de Guadeloupe. Sur le territoire de la commune se trouve la distillerie Bellevue. L'élevage, principalement bovin, prend également une place notable à Capesterre-de-Marie-Galante.

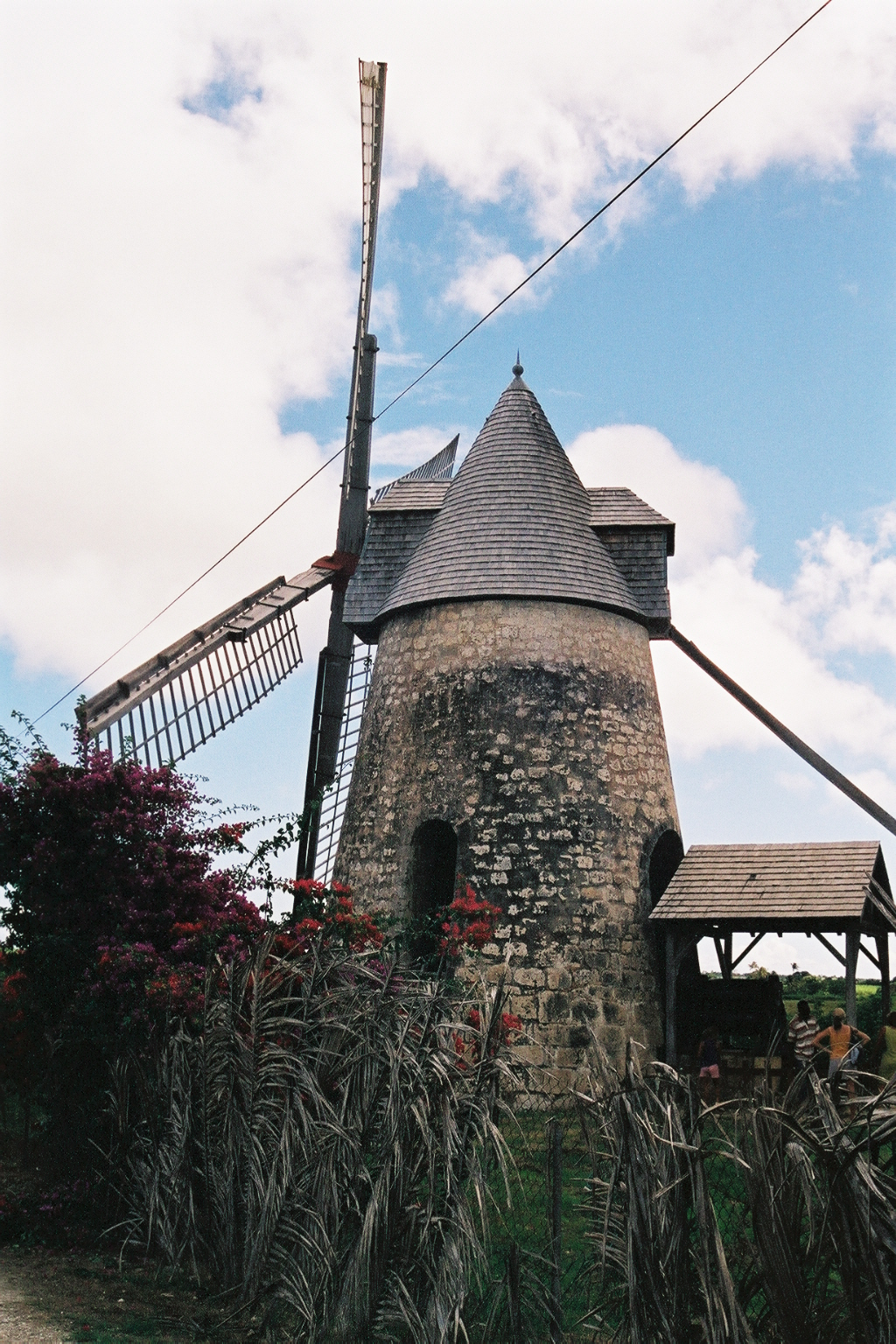
Le moulin Bézard, un symbole de Marie-Galante.

Le tourisme est porté par les plages de la commune (toutefois régulièrement confrontée au problème de la prolifération des algues sargasses provoquant des marées brunes nocives et polluantes depuis le début des années 2010, – en raison de sa position géographique, elle est la commune la plus exposée de l'archipel aux échouages saisonniers des radeaux de sargasses – avec un impact sanitaire sur la population et des conséquences très négatives sur l'économie) et le patrimoine historique dont le moulin Bézard constitue un symbole de l'île et l'un de ses principaux attraits.
Un parc éolien est installé sur la commune, au site de morne Constant – lieu de l'île le plus exposé aux vents dominants –, et participe à l'objectif d'indépendance énergétique de l'île (vis-à-vis principalement des matières fossiles) dans le cadre du développement du système électrique de la Guadeloupe. Il est constitué de vingt-trois éoliennes bipales rétractables d'une puissance totale installée de 1 380 kW opérés par la société Quadran.

## Culture locale et patrimoine

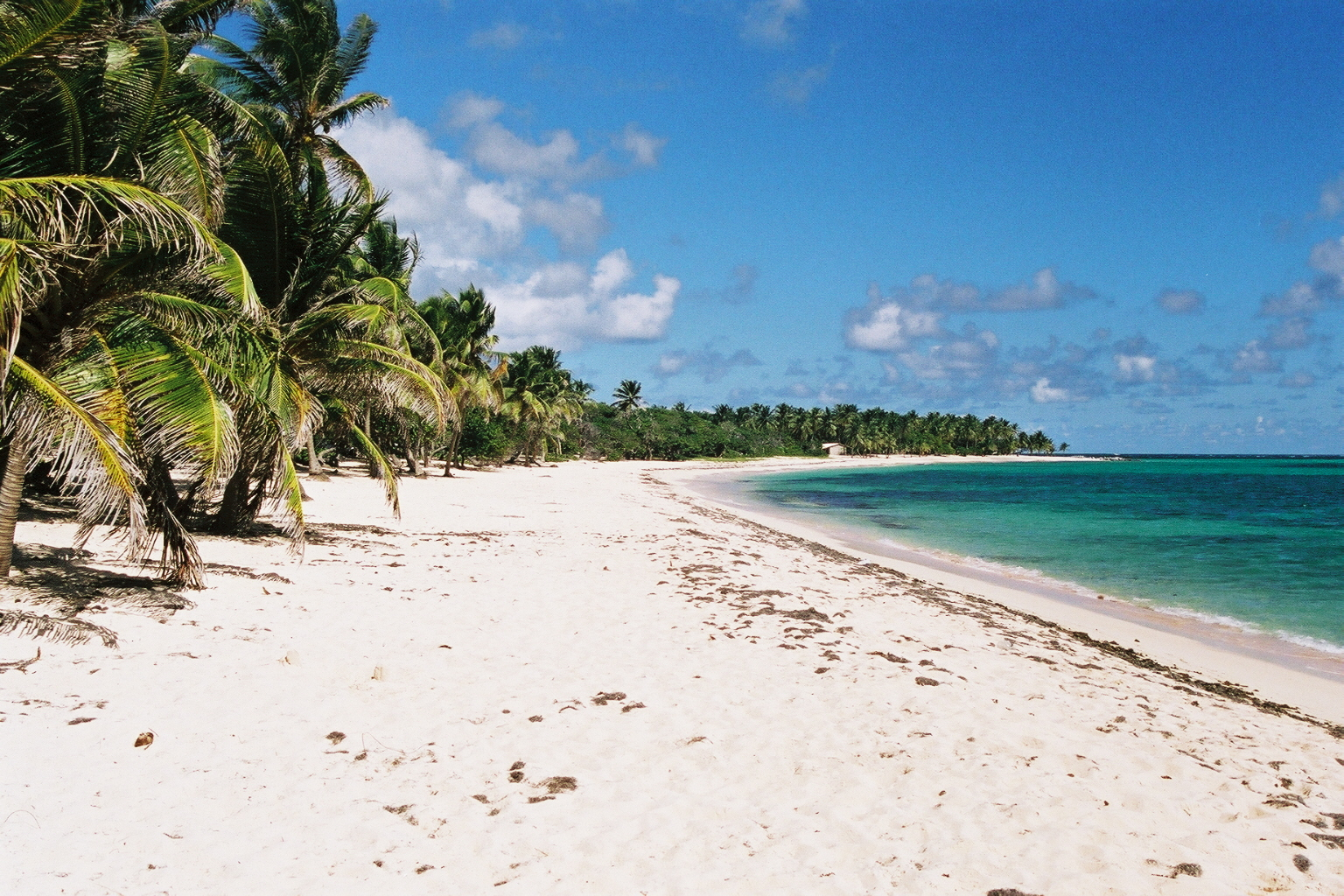
La plage de Feuillère.

### Lieux et monuments
- Chapelle Sainte-Anne

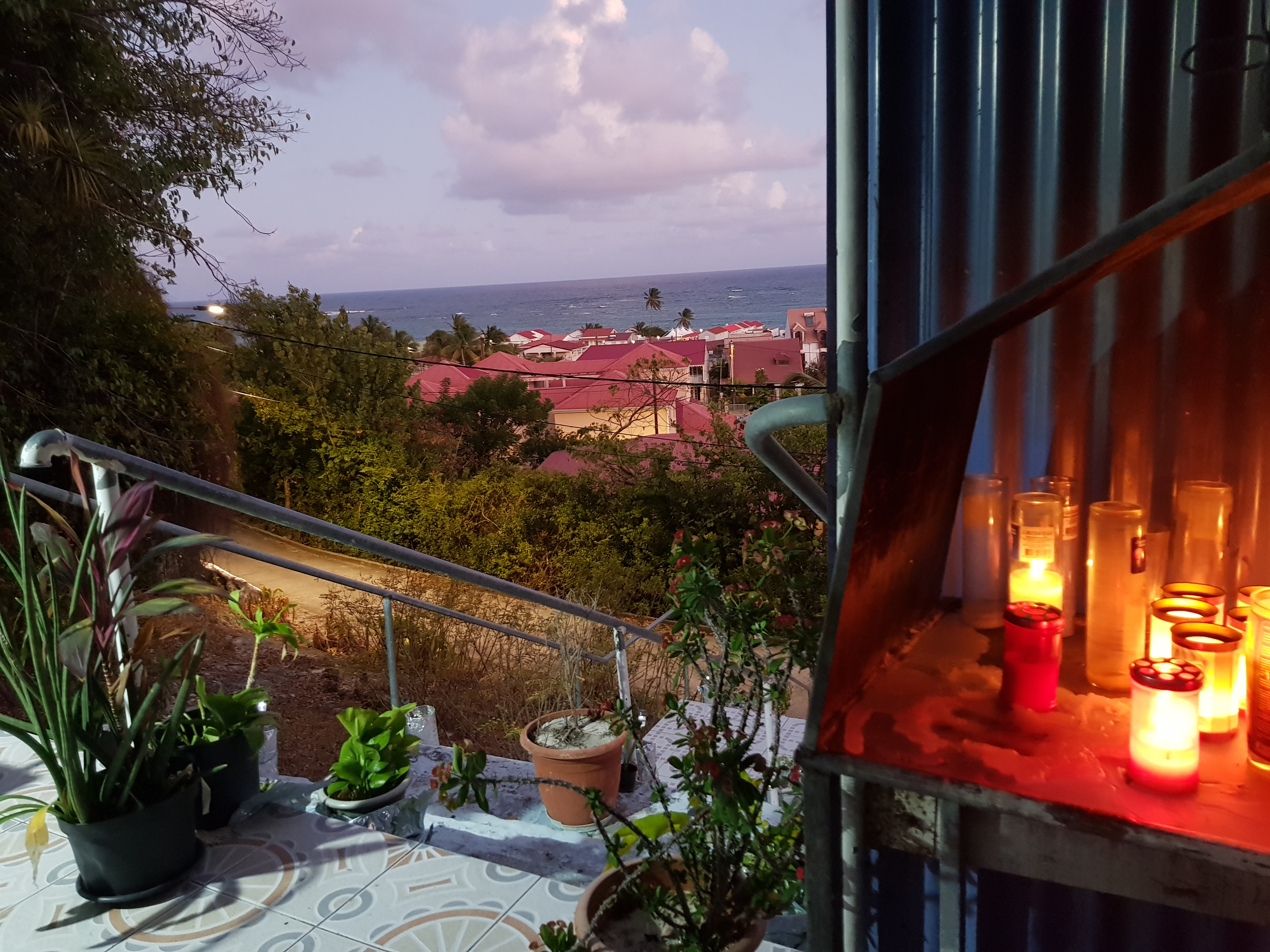
Chapelle Sainte-Anne

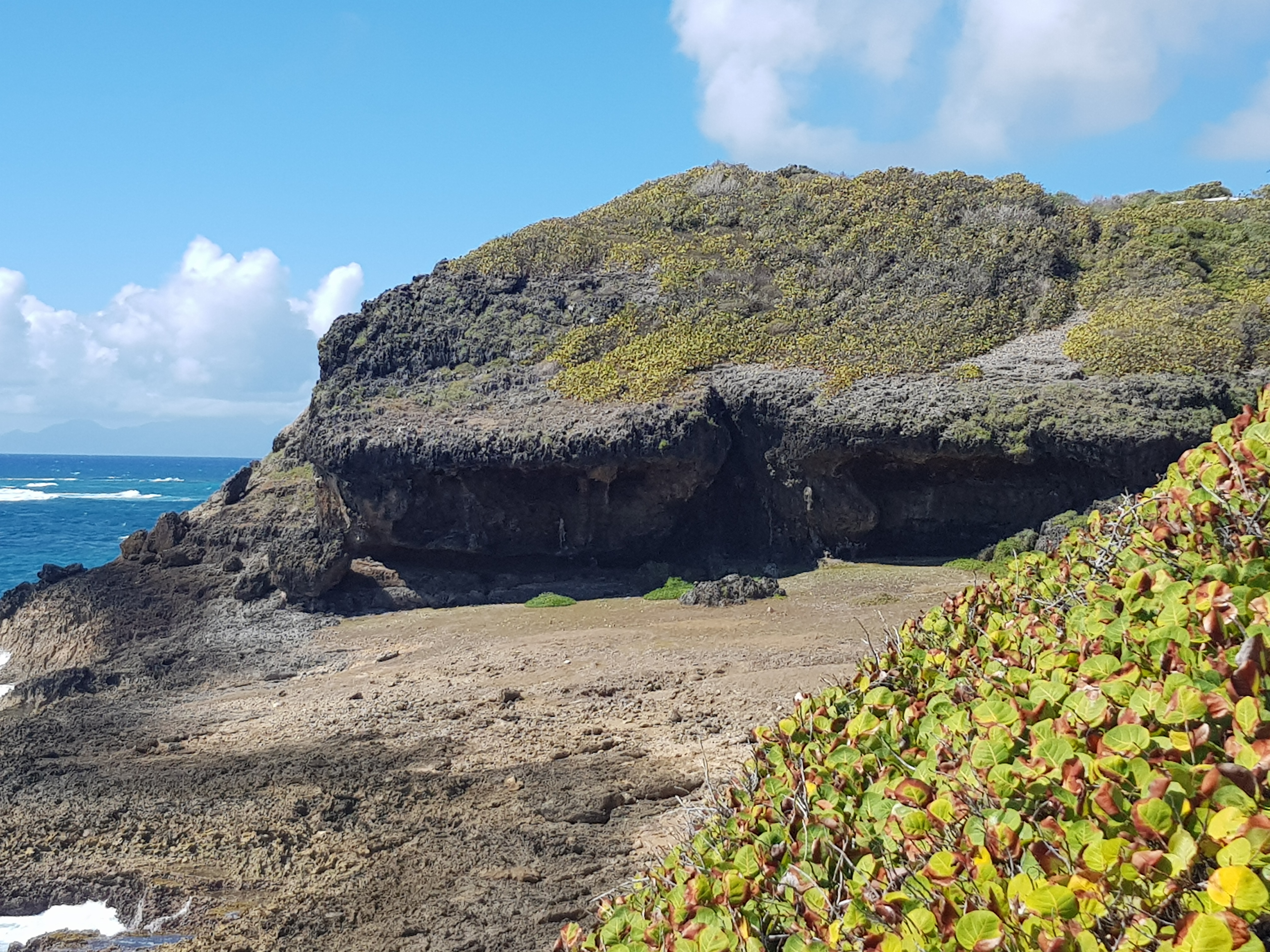
Les Galeries à Capesterre de Marie-Galante, vue générale

- Église Sainte-Anne de Capesterre-de-Marie-Galante. L'église est dédiée à sainte Anne. Elle est inscrite à l'Inventaire général du patrimoine culturel[21].
- Le moulin Bézard, construit en 1840 qui permettait de tirer le jus de la canne à sucre, classé aux monuments historiques (MH) en 1979[22].
- Les indigoteries de Grand Fond[23], Le Gouffre[24] et Morne-à-Bœuf[25], classées aux Monuments historiques.
- La grotte de Morne-Rita, grotte ornée classée MH en 1983[26], ayant abrité des peuplements amérindiens entre 800 et 1500[27].
- La distillerie Bellevue bâtie sur les ruines d'une ancienne distillerie, actuellement précurseur local en matière d'écologie.
- Les plages de la commune sont celles de Feuillère à l'entrée du bourg et celle de Petite-Anse.
- Les Galeries formées par l'océan dans les vastes falaises au nord de la commune.

### Personnalités liées à la commune
- Josette Borel-Lincertin est née à Capesterre-de-Marie-Galante.
- Dominique Rivard, détenteur du record du monde de distance parcourue en kite-surf de la Guadeloupe à l'île de Sainte-Lucie.